# 黐线 (电影)
黐線是一套香港產的Jackass電影，影片當中除了有一些不太知名的演員之外，亦包括一些香港知名的演員参加演出，比如吳彥祖以及李璨琛等大牌角色。这套电影片度也有一部分的危險動作出现，比如驾车揸住一部玩具車、玩BB彈、推人落海等。而套片于2006年2月28號上映，透過美國的泰盛影視發行。

## 官方網頁
- Chiseen at Amazon.com（页面存档备份，存于）
- YesAsia.com catalog[]